# Kanton Orezza-Alesani
Kanton Orezza-Alesani (francouzsky Canton d'Orezza-Alesani) je francouzský kanton v departementu Haute-Corse v regionu Korsika. Tvoří ho 23 obcí.

## Obce kantonu
- Campagna
- Carcheto-Brustico
- Carpineto
- Felce
- Monacia-d'Orezza
- Nocario
- Novale
- Ortale
- Parata
- Perelli
- Piazzali
- Piazzole
- Piedicroce
- Piedipartion
- Pie-d'Orezza
- Pietricaggio
- Piobetta
- Rapaggio
- Stazzona
- Tarrano
- Valle-d'Alesani
- Valle-d'Orezza
- Verdèse